# Caculé
Caculé é um município do interior do estado da Bahia, no Brasil. Localiza-se na zona fisiográfica da Serra Geral, no Polígono das secas do Nordeste brasileiro, na Região Sudoeste da Bahia, mais especificamente na Mesorregião do Centro-Sul Baiano e na Microrregião de Guanambi, a sudoeste da capital do estado, distando desta cerca de 782 quilômetros. Ocupa uma área de 610,983 km² e sua população estimada pelo IBGE em 2024 era de 23 246 habitantes.

## História

### Início do Povoamento
Nas terras que hoje integram o município de Caculé existia, no século XIX, a Fazenda Jacaré, de propriedade de Dona Rosa Prates. A fazenda era bem extensa, com um território que se alongava do distrito de Ibiassucê, até os limites do antigo município de "Bom Jesus dos Meiras", atual município de Brumado. Contudo, o fato era que, de tão grande, seus proprietários não conheciam exatamente toda sua extensão e limites de forma precisa.
O registro histórico e oral que predomina entre a população mais idosa, que também ouviu dos seus antepassados, relata que um escravo africano que assumia a função de vaqueiro da Fazenda Jacaré, de nome "Manoel Caculé", foi a razão e origem do atual nome da cidade. Por volta do ano de 1854, após uma viagem a cavalo de quatro léguas no interior das terras dessa vasta fazenda, esse escravo encontrou uma linda lagoa, que ainda tinha proximidade com um rio - que hoje é conhecido como "Rio do Antônio". Deslumbrado com aquele cenário e abundância de água num terreno desconhecido pelos próprios donos da fazenda, Manoel Caculé resolveu construir um rancho de taipa com telhados de palmas de ouricuri e passou a residir nesse local que, para ele, representava o paraíso e a liberdade da sua condição de escravo.
Durante muito tempo, Manoel Caculé foi dado como morto pela família de dona Rosa Prates, até que o momento em que um outro escravo que havia encontrado Manoel no seu "pedacinho do céu", denunciou a situação do escravo Caculé para os donos da fazenda. Ao chegar no local, junto com toda uma comitiva para recapturar o escravo fugitivo, dona Rosa Prates se deparou com uma surpresa: recebeu uma proposta de pagamento em dinheiro de Manuel para o pagamento da sua própria alforria, por orientação de abolicionistas da região. Dona Rosa Prates aceita a proposta e envia em poucos dias a carta de alforria de Manoel Caculé.
Em 1854, esse lugarejo, além de uma grande mata virgem, era cortada por uma estrada real que dava acesso aos viajantes do estado de Minas Gerais aos municípios de Jacaraci, Caetité e São Felix. Os viajantes que tomavam aquela direção, ao se cruzarem pelo caminho, perguntavam, uns aos outros, de onde vinham e para onde iam, e a resposta era sempre a mesma: "Lagoa do Caculé". Este nome passou assim a designar o acidente geográfico, depois o povoado e, mais tarde, estendeu-se a todo o atual município de Caculé.
Ao conhecer a região da fazenda que Manoel Caculé vivia, Dona Rosa também ficou encantada com o local. Anos depois, após a divisão da Fazenda Jacaré entre os herdeiros, ela opta por ficar e residir na terras que futuramente será instalado o atual município. Após a mudança de Dona Rosa Prates para lá, ela constrói uma grande casa, no alto, próximo a lagoa, uma outra casa pequena para seu sobrinho Tinoco e a senzala dos escravos. Com isso, o lugarejo passou então a ser conhecido como "Fazenda Caculé".
Em 1860, Dona Rosa doou um terreno ao Sagrado Coração de Jesus para ser erguida uma capela sob essa invocação, no local onde, atualmente, se ergue a cidade. No entanto, a ideia de construir essa primeira capela foi de Dona Ana Tereza, mãe de Dona Rosa. Com a morte da sua genitora que não teve a satisfação de ver o seu ideal religioso concretizado, Dona Rosa se empenhou para a construção desse sonho. Com o término das obras, a primeira missa foi celebrada pelo Padre Joaquim Pedro Garcia Leal, sobrinho de Dona Rosa Prates e Vigário de Umburanas. Além disso, Dona Rosa Prates também fez um testamento dando alforria para todos os seus escravos da Fazenda, além de deixar vários pedaços de terra entre todos eles, a fim de que os mesmo pudessem se manter após a sua morte.
Com a construção da Capela, a alforria dos escravos que tinham terra para plantar, juntamente com a presença da estrada real que cortava a região e dava acesso aos viajantes, se formou ali, com o passar do anos, um vilarejo que foi se desenvolvendo de forma promissora. Assim, em 23 de julho de 1880, essa região do Santíssimo Coração de Jesus de Caculé foi eleva a "Distrito de Paz" por meio da Lei Provincial de n° 2.093. Vinte e dois anos depois, em agosto de 1902, devido ao amplo progresso da região de Caculé, a sede da freguesia foi transferida para lá por ato do Arcebispo da Bahia na época, Dom Jerônimo Tomé da Silva. Em 1880, Caculé é elevada a Distrito de Paz pela Lei Provincial n° 2.093 e depois emancipada em 14 de agosto de 1919.

### Formação administrativa
A lei estadual nº 1.365, de 14 de agosto de 1919, criou o município de Caculé, com território desmembrado do de Caetité. A sua instalação ocorreu a 1 de janeiro de 1920. Desta maneira foi o arraial de Caculé elevado à categoria de vila. Em 30 de março de 1938, a vila de Caculé transformou-se em cidade. O Decreto-lei estadual nº 519, de 19 de junho de 1945, criou a Comarca de Caculé constituída pelo termo único de idêntico nome, desmembrado da de Caetité.
Segundo o quadro administrativo do País, vigorante em 1º de janeiro de 1960, o município era composto de 4 distritos: Caculé, Ibiassucê, Ibitira e Rio do Antônio.

## Geografia

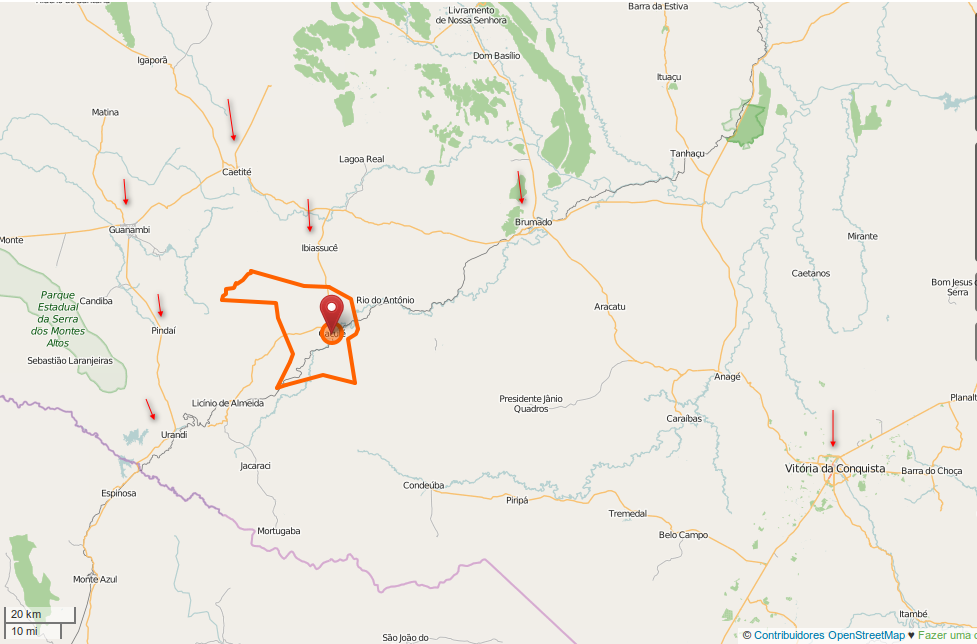
Mapa da Região de Caculé

Caculé localiza-se na zona fisiográfica da Serra Geral, no Polígono das secas do Sertão Nordestino, na Região Sudoeste da Bahia, mais especificamente, na Mesorregião do Centro-Sul Baiano e na Microrregião de Guanambi. A sede do município possui as seguintes coordenadas geográficas: 14º 50'26 de latitude S; e 42º 22'e 25 de longitude W. O Rumo do município, partindo da capital do estado, é O.S.O., e dela dista, em linha reta, 416 quilômetros e, por meio de estradas, cerca de 782 quilômetros.
O município limita-se ao norte com os municípios de Ibiassucê e Caetité, ao sul com os municípios de Jacaraci e Condeúba, a leste com os municípios de Guajeru, Rio do Antônio e a oeste com o município de Pindaí, Licínio de Almeida. O município com mais de 300 mil habitantes que se localiza mais próximo a Caculé é o de Vitória da Conquista, distando cerca de 240 km.
O seu território é pouco acidentado e altitude da sede do município é de 572,55 metros. A sede se situa no local de uma chapada cravada, à direita da porta principal, na Estação da Viação Férrea Federal Leste Brasileiro.

### Demografia
Segundo o Instituto Brasileiro de Geografia e Estatística (IBGE), a população de Caculé (BA) atingiu 22.462 habitantes no Censo de 2022. Esse número reflete um crescimento populacional em relação ao Censo de 2010.

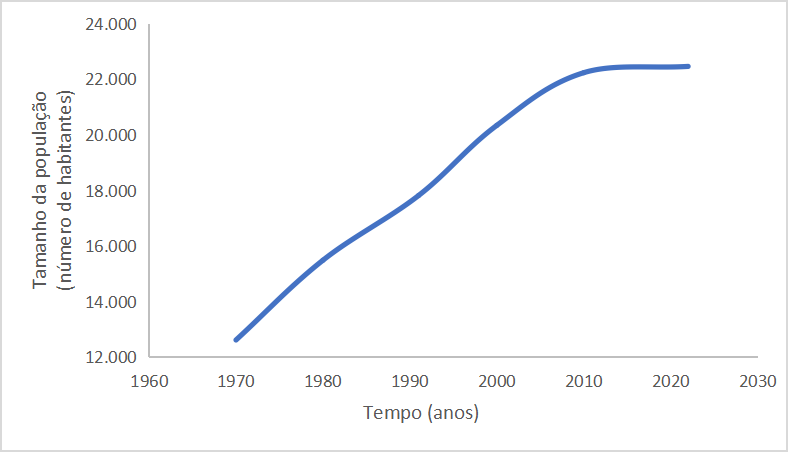
População residente do município de Caculé - BA com base nos Censos do IBGE - Brasil.

No ranking dos municípios, Caculé está na 1.543ª colocação no Brasil, 523ª colocação no nordeste e 138ª colocação no estado da Bahia. 
A pesquisa do IBGE também revela que Caculé (BA) possui uma densidade demográfica de 36,76 habitantes por km² e uma média de 2,87 pessoas por residência.
| Ano  | População | Taxa de crescimento (%) |
| ---- | --------- | ----------------------- |
| 1970 | 12.608    | 2,28                    |
| 1980 | 15.481    | 1,37                    |
| 1991 | 17.812    | 1,58                    |
| 2000 | 20.339    | 0,93                    |
| 2010 | 22.236    | 0,08                    |
| 2022 | 22.462    | -                       |

### Clima
De acordo com o Mapa Climático do IBGE, o clima de Caculé é semiárido quente, com uma estação seca que dura, em media, seis meses e a média das temperaturas fica acima de 18 °C em todos os meses do ano. O município encontra-se na zona tropical Brasil Central. No que se refere à pluviometria do município, apesar da estação da seca ser mais predominante, entre os meses outubro a fevereiro é possível cair trovoadas, acompanhadas de grande chuvas que transbordam os pequenos riachos e lagoas que encharcam as estradas e, em alguns locais, as tornam intransitáveis. Contudo, essa condição não ocorre de forma regular. No período de janeiro de 2000 a outubro de 2012, por exemplo, as médias de  precipitação anual são bem irregulares. O maior índice anual registrado ocorreu no ano de 2008, com 985 milímetros de água, enquanto que o menor índice anual aconteceu no ano de 2003, com 343 milímetros.
| Gráfico climático para Caculé                                                                                              | Gráfico climático para Caculé | Gráfico climático para Caculé | Gráfico climático para Caculé | Gráfico climático para Caculé | Gráfico climático para Caculé | Gráfico climático para Caculé | Gráfico climático para Caculé | Gráfico climático para Caculé | Gráfico climático para Caculé | Gráfico climático para Caculé | Gráfico climático para Caculé |
| --- | ----------------------------- | ----------------------------- | ----------------------------- | ----------------------------- | ----------------------------- | ----------------------------- | ----------------------------- | ----------------------------- | ----------------------------- | ----------------------------- | ----------------------------- |
| J | F                             | M                             | A                             | M                             | J                             | J                             | A                             | S                             | O                             | N                             | D                             |
| 133 30 20 | 96 30 20                      | 93 30 20                      | 59 30 19                      | 15 29 17                      | 10 28 16                      | 11 28 15                      | 8 29 16                       | 15 30 18                      | 57 31 20                      | 159 30 20                     | 159 29 20                     |
| Temperaturas em °C • Precipitações em mmFonte: Os dados climatológicos representam uma média do período entre 1961 e 1990. |                               |                               |                               |                               |                               |                               |                               |                               |                               |                               |                               |

### Hidrografia
A hidrografia de Caculé é caracterizada pela presença do rio do Antônio: um rio temporário (corrente apenas no período das águas). Ele é um dos afluentes do Rio Brumado, que desce do município de Jacaraci com o nome de Palmeiras para unir-se com o seu afluente de nome Rio do Salto, nas proximidades das divisas com Caculé, para então receber esse nome: Rio do Antônio. Após passar por Caculé, ele deságua no Rio Brumado e este, por sua vez, no Rio das Contas.
À margem esquerda do Rio do Antônio, nas proximidades da cidade, é o local da histórica Lagoa de Manuel Caculé, que abastece parte da população, mas, por ser salobra, não tem condições adequadas para o consumo doméstico. Além da Lagoa de Caculé, compõem o ambiente hidrográfico da região as Lagoas do Cercado, Jaboticaba, Capivara, Periperi, Malhada e Cabeceira. À margem direita da parte do mesmo Rio do Antônio que corta o município, existem as lagoas do Esconso, Espinho, Cambambosa, Amargoso, Torta, dentre outras. Já no centro, é possível encontrar as lagoas Alecrim, Alegre e Patos.

## Filhos notórios
- Ver Caculeenses biografados na Wikipédia